# Kaharudin Nasutionstadion
Het Kaharudin Nasutionstadion is een multifunctioneel stadion in Pekanbaru, een stad in de provincie Riau op het Indonesische eiland Sumatra. Het stadion heette eerder Stadion Rumbai.
Het stadion wordt vooral gebruikt voor voetbalwedstrijden, de voetbalclub PSPS Pekanbaru maakt gebruik van dit stadion. Het wordt ook gebruikt voor atletiekwedstrijden. In 2012 werd het stadion gebruikt voor wedstrijden op het Pekan Olahraga Nasional. 
In het stadion is plaats voor 20.000 toeschouwers. Het stadion werd geopend in 1980.